# Gerra sevorsa
Gerra sevorsa là một loài bướm đêm trong họ Noctuidae.